# Tarumã (ort)
Tarumã är en ort i Brasilien.   Den ligger i kommunen Tarumã och delstaten São Paulo, i den södra delen av landet, 800 km söder om huvudstaden Brasília. Tarumã ligger 452 meter över havet och antalet invånare är 10 337.
Terrängen runt Tarumã är lite kuperad. Runt Tarumã är det ganska glesbefolkat, med 36 invånare per kvadratkilometer.. Närmaste större samhälle är Assis, 19,3 km nordost om Tarumã.
Omgivningarna runt Tarumã är en mosaik av jordbruksmark och naturlig växtlighet.